# 国民体育大会冬季大会スケート競技会フィギュアスケート
国民スポーツ大会冬季大会スケート競技会フィギュアスケート（こくみんたいいくたいかい とうきたいかい スケートきょうぎかい フィギュアスケート）は、国民スポーツ大会冬季大会で実施されるフィギュアスケート競技である。またここでは前身である明治神宮国民練成大会フィギュアスケート競技についても述べる。

## 概要
国スポは日本スポーツ協会（JSPO）・文部科学省・開催地都道府県の三者共催で行われ、フィギュアスケートについては日本スケート連盟、会場地市町村を含めて開催される。国体は日本のスポーツの大会としては唯一法律（スポーツ基本法第26条）に規定されており、日本政府の一つの政策としてスポーツ振興に貢献している。

## 大会形式
成年男子・成年女子・少年男子・少年女子の4区分。各種目の実施は、成年男子と成年女子は第1回、少年男子と少年女子は第9回から始まった。
各区分とも予選を通過した各都道府県シングル選手2名がエントリーし、ショートプログラム・フリースケーティングで争う。ショートプログラムは全競技者が行い、フリースケーティングは上位24位までの競技者が行う。都道府県の成績は、各種別の順位に応じた個人得点が与えられ、その各都道府県2名の合計点で決定する。競技得点として1位の都道府県には24点が与えられ、以下8位の都道府県まで得点が与えられる。
現在の参加資格は、少年男子及び少年女子は14歳から18歳まで、成年男子及び成年女子は開催年度の4月1日までに19歳に達しているの年齢制限が設けられており、バッジテスト5級以上を保有している必要がある。

## 歴史
明治神宮体育大会におけるフィギュアスケート競技は1934年（昭和8年）第7回から実施された。その後、第10回から明治神宮国民体育大会、第13回から明治神宮国民練成大会と名称が変更され、1943年（昭和18年）第14回にて終了した。第二次世界大戦後に、国民体育大会として開催され、フィギュアスケート競技は第1回大会より開催されている。会場は持ち回り。
第64回（2009年）よりISUジャッジングシステムが導入された。

## 明治神宮体育大会（明治神宮国民体育大会、明治神宮国民練成大会）

### 歴代表彰者（優勝・2位・3位）
| 回 | 年   | 開催地 | 男子     | 男子       | 男子       | 女子     | 女子     | 女子       |
| -- | ---- | ------ | -------- | ---------- | ---------- | -------- | -------- | ---------- |
| 回 | 年   | 開催地 | 優勝     | 2位        | 3位        | 優勝     | 2位      | 3位        |
| 7  | 1934 | 東京   | 片山敏一 | 長谷川次男 | 長谷川章夫 |          |          |            |
| 8  | 1936 | 東京   | 倉橋新   | 有坂隆祐   | 黒田長義   | 東郷球子 | 手塚満子 |            |
| 9  | 1938 | 東京   | 片山敏一 | 有坂隆祐   | 小豆島藤丸 | 稲田悦子 | 鯱美佐子 | 依岡礼子   |
| 10 | 1940 | 長野   | 有坂隆祐 | 神田博     | 小豆島藤丸 | 稲田悦子 | 月岡芳子 | 矢野美智子 |
| 11 | 1941 | 北海道 | 有坂隆祐 | 高山方明   | 金子泰三   | 稲田悦子 | 月岡芳子 | 永島泰子   |
| 12 | 1942 |        | 未実施   | 未実施     | 未実施     | 未実施   | 未実施   | 未実施     |
| 13 | 1943 |        | 未実施   | 未実施     | 未実施     | 未実施   | 未実施   | 未実施     |
| 14 | 1944 |        | 未実施   | 未実施     | 未実施     | 未実施   | 未実施   | 未実施     |

## 国民スポーツ（体育）大会冬季大会

### 歴代優勝都道府県一覧
| 回   | 年   | 開催地 | 成年男子 | 成年女子 | 少年男子 | 少年女子 |
| ---- | ---- | ------ | -------- | -------- | -------- | -------- |
| 43   | 1988 | 群馬   | 東京     | 大阪     | 京都     | 東京     |
| 44   | 1989 | 北海道 | 大阪     | 大阪     | 千葉     | 東京     |
| 45   | 1990 | 岩手   | 大阪     | 大阪     | 千葉     | 東京     |
| 46   | 1991 | 長野   | 千葉     | 東京     | 埼玉     | 東京     |
| 47   | 1992 | 山形   | 大阪     | 東京     | 京都     | 東京     |
| 48   | 1993 | 青森   | 東京     | 京都     | 埼玉     | 千葉     |
| 49   | 1994 | 群馬   | 東京     | 京都     | 東京     | 兵庫     |
| 50   | 1995 | 福島   | 愛知     | 京都     | 東京     | 宮城     |
| 51   | 1996 | 栃木   | 東京     | 大阪     | 宮城     | 宮城     |
| 52   | 1997 | 北海道 | 東京     | 大阪     | 宮城     | 宮城     |
| 53   | 1998 | 岩手   | 千葉     | 宮城     | 千葉     | 神奈川   |
| 54   | 1999 | 熊本   | 神奈川   | 東京     | 宮城     | 神奈川   |
| 55   | 2000 | 富山   | 千葉     | 宮城     | 宮城     | 宮城     |
| 56   | 2001 | 山梨   | 福岡     | 宮城     | 岡山     | 宮城     |
| 57   | 2002 | 北海道 | 福岡     | 宮城     | 岡山     | 愛知     |
| 58   | 2003 | 群馬   | 東京     | 東京     | 兵庫     | 愛知     |
| 59   | 2004 | 青森   | 京都     | 京都     | 北海道   | 京都     |
| 60   | 2005 | 山梨   | 岡山     | 神奈川   | 東京     | 愛知     |
| 61   | 2006 | 北海道 | 兵庫     | 愛知     | 東京     | 愛知     |
| 62   | 2007 | 群馬   | 大阪     | 兵庫     | 東京     | 東京     |
| 63   | 2008 | 長野   | 福岡     | 愛知     | 東京     | 東京     |
| 64   | 2009 | 青森   | 福岡     | 東京     | 岡山     | 兵庫     |
| 65   | 2010 | 北海道 | 北海道   | 東京     | 福岡     | 東京     |
| 66   | 2011 | 青森   | 福岡     | 愛知     | 愛知     | 愛知     |
| 67   | 2012 | 愛知   | 愛知     | 東京     | 愛知     | 東京     |
| 68   | 2013 | 東京   | 岡山     | 東京     | 東京     | 愛知     |
| 69   | 2014 | 栃木   | 岡山     | 兵庫     | 東京     | 愛知     |
| 70   | 2015 | 群馬   | 福岡     | 愛知     | 愛知     | 愛知     |
| 71   | 2016 | 岩手   | 福岡     | 愛知     | 大阪     | 愛知     |
| 72   | 2017 | 長野   | 東京     | 愛知     | 大阪     | 兵庫     |
| 73   | 2018 | 山梨   | 大阪     | 愛知     | 岡山     | 大阪     |
| 74   | 2019 | 北海道 | 神奈川   | 愛知     | 兵庫     | 愛知     |
| 75   | 2020 | 青森   | 大阪     | 福岡     | 岡山     | 愛知     |
| 76   | 2021 | 愛知   | 岡山     | 兵庫     | 埼玉     | 京都     |
| 77   | 2022 | 栃木   | 愛知     | 愛知     | 兵庫     | 東京     |
| 特別 | 2023 | 青森   | 愛知     | 兵庫     | 愛知     | 東京     |
| 78   | 2024 | 北海道 | 大阪     | 東京     | 東京     | 京都     |
| 79   | 2025 | 岡山   | 埼玉     | 愛知     | 京都     | 京都     |

### 成年男子 (第29回までは一般男子)
| 回   | 年   | 開催地 | 優勝               | 2位                  | 3位                  |
| 01   | 1947 | 青森   | 有坂隆祐（北海道） | 川島達次郎（北海道） | 岩崎清（東京）       |
| 02   | 欠回 | 欠回   | 欠回               | 欠回                 | 欠回                 |
| 03   | 1948 | 岩手   | 有坂隆祐（北海道） | 塩田直重（東京）     | 原口鈴夫（東京）     |
| 04   | 1949 | 長野   | 有坂隆祐（北海道） | 塩田直重（東京）     | 酒井克己（愛知）     |
| 05   | 1950 | 北海道 | 酒井克己（愛知）   | 伊藤八郎（愛知）     | 川島達次郎（北海道） |
| 06   | 1951 | 青森   | 有坂隆祐（北海道） | 酒井克己（愛知）     | 小林正水（長野）     |
| 07   | 1952 | 栃木   | 酒井克己（愛知）   | 小林正水（長野）     | 徳江洋（栃木）       |
| 08   | 1953 | 岩手   | 塩田直重（東京）   | 小林正水（長野）     | 酒井克己（愛知）     |
| 09   | 1954 | 北海道 | 小林正水（長野）   | 久永勝一郎（東京）   | 杉田秀男（東京）     |
| 10   | 1955 | 長野   | 重野和哉（東京）   | 小林正水（長野）     | 杉田秀男（東京）     |
| 11   | 1956 | 青森   | 杉田秀男（東京）   | 小林正水（長野）     | 大橋和夫（東京）     |
| 12   | 1957 | 栃木   | 小林正水（長野）   | 道家豊（愛知）       | 竹内己喜雄（東京）   |
| 13   | 1958 | 岩手   | 杉田秀男（東京）   | 西倉幸男（東京）     | 朽木久（愛知）       |
| 14   | 1959 | 北海道 | 道家豊（愛知）     | 杉田秀男（東京）     | 朽木久（愛知）       |
| 15   | 1960 | 長野   | 杉田秀男（東京）   | 西倉幸男（東京）     | 道家豊（愛知）       |
| 16   | 1961 | 長野   | 佐藤信夫（大阪）   | 道家豊（愛知）       | 杉田秀男（東京）     |
| 17   | 1962 | 青森   | 杉田秀男（東京）   | 小泉嘉之（大阪）     | 垣田一彦（東京）     |
| 18   | 1963 | 北海道 | 佐藤信夫（大阪）   | 小泉嘉之（大阪）     | 道家豊（東京）       |
| 19   | 1964 | 神奈川 | 道家豊（東京）     | 垣田一彦（大阪）     | 寺野正邦（東京）     |
| 20   | 1965 | 長野   | 垣田一彦（大阪）   | 寺野正邦（東京）     | 塹江隆（京都）       |
| 21   | 1966 | 岩手   | 服部義昭（京都）   | 塹江隆（京都）       | 高橋保彦（愛知）     |
| 22   | 1967 | 栃木   | 長久保裕（山梨）   | 道家敏充（東京）     | 松本宣久（東京）     |
| 23   | 1968 | 北海道 | 田村正人（神奈川） | 道家敏充（東京）     | 樋川輝樹（山梨）     |
| 24   | 1969 | 山梨   | 吉沢昭（東京）     | 長久保裕（山梨）     | 道家敏充（東京）     |
| 25   | 1970 | 長野   | 吉沢昭（東京）     | 道家敏充（東京）     | 佐藤友美（東京）     |
| 26   | 1971 | 青森   | 佐藤友美（東京）   | 小塚嗣彦（愛知）     | 吉沢昭（東京）       |
| 27   | 1972 | 栃木   | 小塚嗣彦（愛知）   | 佐藤友美（東京）     | 道家敏充（東京）     |
| 28   | 1973 | 岩手   | 佐藤友美（東京）   | 酒井康資（愛知）     | 松田達義（千葉）     |
| 29   | 1974 | 北海道 | 道家敏充（茨城）   | 大西勝敬（東京）     | 酒井康資（愛知）     |
| 30   | 1975 | 山梨   | 道家敏充（茨城）   | 大西勝敬（東京）     | 籠本芳輝（大阪）     |
| 31   | 1976 | 栃木   | 木村嘉宏（京都）   | 尾崎久郎（福岡）     | 須賀昌広（東京）     |
| 32   | 1977 | 青森   | 石沢洋（東京）     | 高橋忠之（東京）     | 山川敦志（千葉）     |
| 33   | 1978 | 長野   | 石沢洋（東京）     | 尾崎久郎（福岡）     | 木村嘉宏（京都）     |
| 34   | 1979 | 秋田   | 石沢洋（東京）     | 潮谷真（東京）       | 近藤史郎（大阪）     |
| 35   | 1980 | 北海道 | 染矢慎二（東京）   | 小塚猛仁（愛知）     | 小林永夫（東京）     |
| 36   | 1981 | 山梨   | 田仲憲治（埼玉）   | 岡島功治（千葉）     | 鈴木弘幸（福岡）     |
| 37   | 1982 | 栃木   | 田仲憲治（埼玉）   | 宮手浩（岩手）       | 小林永夫（東京）     |
| 38   | 1983 | 群馬   | 小林永夫（東京）   | 伊東秀仁（北海道）   | 服部直行（広島）     |
| 39   | 1984 | 北海道 | 田仲憲治（埼玉）   | 大池弘之（広島）     | 伊東秀仁（北海道）   |
| 40   | 1985 | 青森   | 藤井辰哉（東京）   | 大島淳（愛知）       | 宮手浩（岩手）       |
| 41   | 1986 | 山梨   | 藤井辰哉（東京）   | 阿部鉄雄（東京）     | 宮手浩（岩手）       |
| 42   | 1987 | 長野   | 谷内紀友（大阪）   | 山崎羊一（茨城）     | 佐々木敬祐（埼玉）   |
| 43   | 1988 | 群馬   | 藤井辰哉（京都）   | 杉山弘（京都）       | 谷内紀友（大阪）     |
| 44   | 1989 | 北海道 | 杉山弘（京都）     | 春木潤（岩手）       | 本田統緒（愛知）     |
| 45   | 1990 | 岩手   | 村田光弘（青森）   | 谷内紀友（大阪）     | 春木潤（岩手）       |
| 46   | 1991 | 長野   | 小山朋昭（千葉）   | 谷内紀友（大阪）     | 白井将人（千葉）     |
| 47   | 1992 | 山形   | 谷内紀友（大阪）   | 谷内悟史（大阪）     | 菊池大介（茨城）     |
| 48   | 1993 | 青森   | 藤井辰哉（東京）   | 竹内義明（東京）     | 谷内悟史（大阪）     |
| 49   | 1994 | 群馬   | 竹内義明（東京）   | 藤井辰哉（東京）     | 岡崎央（広島）       |
| 50   | 1995 | 福島   | 相吉学（千葉）     | 水本量也（愛知）     | 浅井健太郎（東京）   |
| 51   | 1996 | 栃木   | 岡崎真（広島）     | 松浦功（岡山）       | 杉崎晴通（神奈川）   |
| 52   | 1997 | 北海道 | 永田象平（広島）   | 飯塚弘記（東京）     | 森山直樹（愛知）     |
| 53   | 1998 | 岩手   | 岡崎真（福岡）     | 相吉学（千葉）       | 高木正志（北海道）   |
| 54   | 1999 | 熊本   | 永田象平（広島）   | 相吉学（千葉）       | 平池大人（大阪）     |
| 55   | 2000 | 富山   | 田村岳斗（宮城）   | 竹内洋輔（千葉）     | 岩本英嗣（千葉）     |
| 56   | 2001 | 山梨   | 竹村潤一（神奈川） | 中庭健介（福岡）     | 永田象平（広島）     |
| 57   | 2002 | 北海道 | 中庭健介（福岡）   | 関徳武（北海道）     | 吉田晋也（京都）     |
| 58   | 2003 | 群馬   | 岩本英嗣（鳥取）   | 神﨑範之（大阪）     | 田村岳斗（東京）     |
| 59   | 2004 | 青森   | 田村岳斗（東京）   | 吉田晋也（京都）     | 神﨑範之（大阪）     |
| 60   | 2005 | 山梨   | 髙橋大輔（岡山）   | 小川貴夫（神奈川）   | 吉田晋也（京都）     |
| 61   | 2006 | 北海道 | 大上偉才（岡山）   | 神﨑範之（大阪）     | 梅谷英生（兵庫）     |
| 62   | 2007 | 群馬   | 織田信成（大阪）   | 南里康晴（福岡）     | 神﨑範之（大阪）     |
| 63   | 2008 | 長野   | 南里康晴（福岡）   | 中庭健介（福岡）     | 柴田嶺（北海道）     |
| 64   | 2009 | 青森   | 中庭健介（福岡）   | 小林宏一（神奈川）   | 柴田嶺（北海道）     |
| 65   | 2010 | 北海道 | 中庭健介（福岡）   | 大上偉才（岡山）     | 柴田嶺（北海道）     |
| 66   | 2011 | 青森   | 町田樹（広島）     | 中庭健介（福岡）     | 佐々木彰生（神奈川） |
| 67   | 2012 | 愛知   | 小塚崇彦（愛知）   | 無良崇人（岡山）     | 大上偉才（岡山）     |
| 68   | 2013 | 東京   | 織田信成（大阪）   | 中村健人（東京）     | 佐々木彰生（神奈川） |
| 69   | 2014 | 栃木   | 中村健人（東京）   | 田中刑事（岡山）     | 無良崇人（岡山）     |
| 70   | 2015 | 群馬   | 川原星（福岡）     | 日野龍樹（愛知）     | 田中刑事（岡山）     |
| 71   | 2016 | 岩手   | 田中刑事（岡山）   | 川原星（福岡）       | 佐藤洸彬（岩手）     |
| 72   | 2017 | 長野   | 佐上凌（東京）     | 吉野晃平（大阪）     | 中野耀司（神奈川）   |
| 73   | 2018 | 山梨   | 友野一希（大阪）   | 中村優（北海道）     | 鎌田英嗣（東京）     |
| 74   | 2019 | 北海道 | 中村優（北海道）   | 櫛田一樹（岡山）     | 笹原景一朗（京都）   |
| 75   | 2020 | 青森   | 友野一希（大阪）   | 中村優（北海道）     | 須本光希（大阪）     |
| 76   | 2021 | 愛知   | 友野一希（大阪）   | 田中刑事（岡山）     | 日野龍樹（愛知）     |
| 77   | 2022 | 栃木   | 山本草太（愛知）   | 森口澄士（京都）     | 須本光希（大阪）     |
| 特別 | 2023 | 青森   | 佐藤駿（埼玉）     | 山本草太（愛知）     | 壷井達也（愛知）     |
| 78   | 2024 | 北海道 | 友野一希（大阪）   | 吉岡希（兵庫）       | 織田信成（大阪）     |
| 79   | 2025 | 岡山   | 佐藤駿（埼玉）     | 壷井達也（愛知）     | 友野一希（大阪）     |

### 成年女子 (第29回までは一般女子)
| 回   | 年   | 開催地 | 優勝               | 2位                  | 3位                  |
| 01   | 1947 | 青森   | 月岡芳子（大阪）   | 生田艶子（大阪）     | 徳江京子（宮城）     |
| 02   | 欠回 | 欠回   | 欠回               | 欠回                 | 欠回                 |
| 03   | 1948 | 岩手   | 丹羽芳子（大阪）   | 生田艶子（大阪）     | 加藤礼子（東京）     |
| 04   | 1949 | 長野   | 茨木悦子（大阪）   | 加藤礼子（東京）     | 饗場奈々（東京）     |
| 05   | 1950 | 北海道 | 加藤礼子（東京）   | 加藤好子（愛知）     | 饗場奈々（東京）     |
| 06   | 1951 | 青森   | 稲田悦子（大阪）   | 加藤礼子（東京）     | 饗場奈々（東京）     |
| 07   | 1952 | 栃木   | 稲田悦子（大阪）   | 小林玲子（東京）     | 徳江京子（栃木）     |
| 08   | 1953 | 岩手   | 饗場奈々（東京）   | 小林玲子（東京）     | 徳江京子（栃木）     |
| 09   | 1954 | 北海道 | 小林玲子（東京）   | 饗場奈々（東京）     | 早崎節子（東京）     |
| 10   | 1955 | 長野   | 山下艶子（大阪）   | 小林玲子（東京）     | 美土路耀子（東京）   |
| 11   | 1956 | 青森   | 美土路耀子（東京） | 石野妙子（神奈川）   | 虫明百合（愛知）     |
| 12   | 1957 | 栃木   | 石野妙子（神奈川） | 虫明百合（愛知）     | 山崎信子（東京）     |
| 13   | 1958 | 岩手   | 高橋和枝（東京）   | 石野妙子（神奈川）   | 虫明百合（愛知）     |
| 14   | 1959 | 北海道 | 石野妙子（神奈川） | 本多久子（東京）     | 大岩美恵子（愛知）   |
| 15   | 1960 | 長野   | 吉原とき子（大阪） | 大岩美恵子（愛知）   | 本多久子（東京）     |
| 16   | 1961 | 長野   | 本多久子（東京）   | 金子恵以子（東京）   | 吉原とき子（大阪）   |
| 17   | 1962 | 青森   | 本多久子（東京）   | 吉原とき子（大阪）   | 大岩美恵子（愛知）   |
| 18   | 1963 | 北海道 | 上野純子（兵庫）   | 吉原とき子（兵庫）   | 大岩美恵子（愛知）   |
| 19   | 1964 | 神奈川 | 有賀千賀子（大阪） | 大岩洋子（愛知）     | 大岩美恵子（愛知）   |
| 20   | 1965 | 長野   | 石田治子（大阪）   | 田嶋蓉子（大阪）     | 大岩美恵子（愛知）   |
| 21   | 1966 | 岩手   | 栗田純子（福岡）   | 岩楯駒子（東京）     | 宝来詢子（兵庫）     |
| 22   | 1967 | 栃木   | 石田治子（京都）   | 田嶋蓉子（大阪）     | 田上富貴（東京）     |
| 23   | 1968 | 北海道 | 田嶋蓉子（大阪）   | 石川洋子（神奈川）   | 赤広真弓（神奈川）   |
| 24   | 1969 | 山梨   | 小林幸子（東京）   | 福井真理子（神奈川） | 酒井正子（愛知）     |
| 25   | 1970 | 長野   | 宮川恵子（大阪）   | 福井真理子（神奈川） | 長沢琴枝（神奈川）   |
| 26   | 1971 | 青森   | 吉沢春水（東京）   | 斧田京子（東京）     | 福井真理子（神奈川） |
| 27   | 1972 | 栃木   | 吉沢春水（東京）   | 藤本歌子（兵庫）     | 斧田京子（東京）     |
| 28   | 1973 | 岩手   | 深沢涼江（東京）   | 岡崎敏枝（愛知）     | 中野園子（兵庫）     |
| 29   | 1974 | 北海道 | 深沢涼江（東京）   | 中野園子（兵庫）     | 関富士子（東京）     |
| 30   | 1975 | 山梨   | 武山修子（神奈川） | 清瀬邦子（大阪）     | 石塚有美子（大阪）   |
| 31   | 1976 | 栃木   | 武山修子（神奈川） | 高木智恵子（東京）   | 松尾幸美（和歌山）   |
| 32   | 1977 | 青森   | 高木智恵子（東京） | 浅香葉子（和歌山）   | 松尾幸美（和歌山）   |
| 33   | 1978 | 長野   | 高木智恵子（東京） | 松尾幸美（和歌山）   | 浅香葉子（和歌山）   |
| 34   | 1979 | 秋田   | 竹崎睦（広島）     | 足土英子（静岡）     | 藤本久代（大阪）     |
| 35   | 1980 | 北海道 | 吉田万里子（東京） | 竹崎睦（広島）       | 足土英子（静岡）     |
| 36   | 1981 | 山梨   | 足土英子（静岡）   | 野口喜久子（福岡）   | 田之上洋子（宮崎）   |
| 37   | 1982 | 栃木   | 小林れい子（広島） | 坂野浩子（東京）     | 青谷めぐみ（大阪）   |
| 38   | 1983 | 群馬   | 坂野浩子（東京）   | 竹崎睦（広島）       | 岩崎ゆかり（東京）   |
| 39   | 1984 | 北海道 | 吉盛ゆかり（東京） | 柳原恵（福島）       | 岡部由紀子（茨城）   |
| 40   | 1985 | 青森   | 柳原恵（福島）     | 岩崎圭世（東京）     | 高山登美（京都）     |
| 41   | 1986 | 山梨   | 三輪真佐江（愛知） | 小沢樹里（東京）     | 小俣千絵（山梨）     |
| 42   | 1987 | 長野   | 三輪真佐江（愛知） | 松若尚美（大阪）     | 伊藤俊美（東京）     |
| 43   | 1988 | 群馬   | 小沢樹里（東京）   | 松若尚美（大阪）     | 青谷いずみ（大阪）   |
| 44   | 1989 | 北海道 | 松若尚美（大阪）   | 伊藤俊美（東京）     | 川上智子（大阪）     |
| 45   | 1990 | 岩手   | 柏木深幸（大阪）   | 荻野由香子（愛知）   | 青谷いずみ（大阪）   |
| 46   | 1991 | 長野   | 柏木深幸（大阪）   | 西優子（千葉）       | 坂槙眞三子（東京）   |
| 47   | 1992 | 山形   | 今川知子（兵庫）   | 柏木深幸（大阪）     | 森真澄（京都）       |
| 48   | 1993 | 青森   | 西優子（千葉）     | 酒井亜由美（京都）   | 柏木深幸（大阪）     |
| 49   | 1994 | 群馬   | 森真澄（京都）     | 酒井亜由美（京都）   | 吉川了美（東京）     |
| 50   | 1995 | 福島   | 酒井亜由美（京都） | 今村知子（兵庫）     | 森真澄（京都）       |
| 51   | 1996 | 栃木   | 佐野裕見（埼玉）   | 小杉陽子（北海道）   | 今井恵子（鳥取）     |
| 52   | 1997 | 北海道 | 奥山麻（東京）     | 辻英恵（京都）       | 川崎由紀子（千葉）   |
| 53   | 1998 | 岩手   | 金澤由香（宮城）   | 辻英恵（京都）       | 鈴木志野（神奈川）   |
| 54   | 1999 | 熊本   | 種田久美子（宮城） | 永桶紘子（東京）     | 大石昌代（大阪）     |
| 55   | 2000 | 富山   | 金沢由香（宮城）   | 大石昌代（大阪）     | 佐藤佳奈子（神奈川） |
| 56   | 2001 | 山梨   | 高橋香奈子（東京） | 若松詩子（宮城）     | 竹内理恵（京都）     |
| 57   | 2002 | 北海道 | 高橋香奈子（東京） | 若松詩子（宮城）     | 荒井万里絵（宮城）   |
| 58   | 2003 | 群馬   | 荒川静香（東京）   | 高橋香奈子（東京）   | 椎名千里（千葉）     |
| 59   | 2004 | 青森   | 長谷部文（埼玉）   | 竹内理恵（京都）     | 木部崎奏（神奈川）   |
| 60   | 2005 | 山梨   | 中野友加里（東京） | 村主千香（神奈川）   | 長谷部文（埼玉）     |
| 61   | 2006 | 北海道 | 鈴木明子（宮城）   | 村主千香（神奈川）   | 宮本亜由美（愛知）   |
| 62   | 2007 | 群馬   | 鈴木明子（宮城）   | 三木遥（兵庫）       | 太田由希奈（京都）   |
| 63   | 2008 | 長野   | 鈴木明子（愛知）   | 武田奈也（東京）     | 萩原綾子（東京）     |
| 64   | 2009 | 青森   | 武田奈也（東京）   | 澤田亜紀（京都）     | 淀粧也香（兵庫）     |
| 65   | 2010 | 北海道 | 萩原綾子（東京）   | 武田奈也（東京）     | 村元小月（兵庫）     |
| 66   | 2011 | 青森   | 鈴木明子（愛知）   | 村主章枝（東京）     | 水津瑠美（愛知）     |
| 67   | 2012 | 愛知   | 鈴木明子（愛知）   | 國分紫苑（北海道）   | 高山睦美（東京）     |
| 68   | 2013 | 東京   | 今井遥（東京）     | 鈴木明子（愛知）     | 村元小月（兵庫）     |
| 69   | 2014 | 栃木   | 上野沙耶（兵庫）   | 西野友毬（東京）     | 細田采花（大阪）     |
| 70   | 2015 | 群馬   | 大庭雅（愛知）     | 細田采花（大阪）     | 渡辺真央（愛知）     |
| 71   | 2016 | 岩手   | 本郷理華（愛知）   | 村上佳菜子（愛知）   | 今井遥（東京）       |
| 72   | 2017 | 長野   | 本郷理華（愛知）   | 大庭雅（愛知）       | 中塩美悠（広島）     |
| 73   | 2018 | 山梨   | 本郷理華（愛知）   | 大庭雅（愛知）       | 木原万莉子（京都）   |
| 74   | 2019 | 北海道 | 竹野比奈（福岡）   | 永井優香（東京）     | 大庭雅（愛知）       |
| 75   | 2020 | 青森   | 坂本花織（兵庫）   | 横井ゆは菜（愛知）   | 竹野比奈（福岡）     |
| 76   | 2021 | 愛知   | 坂本花織（兵庫）   | 川畑和愛（東京）     | 横井ゆは菜（愛知）   |
| 77   | 2022 | 栃木   | 竹野比奈（福岡）   | 大庭雅（愛知）       | 青木祐奈（神奈川）   |
| 特別 | 2023 | 青森   | 坂本花織（兵庫）   | 渡辺倫果（青森）     | 三原舞依（兵庫）     |
| 78   | 2024 | 北海道 | 坂本花織（兵庫）   | 松生理乃（愛知）     | 住吉りをん（東京）   |
| 79   | 2025 | 岡山   | 坂本花織（兵庫）   | 千葉百音（京都）     | 住吉りをん（東京）   |

### 少年男子 (第29回までは高校男子)
| 回   | 年   | 開催地 | 優勝                 | 2位                      | 3位                      |
| 09   | 1954 | 北海道 | 西倉幸男（東京）     | 岩永康典（神奈川）       | 和田直蔵（神奈川）       |
| 10   | 1955 | 長野   | 西倉幸男（東京）     | 朽木久（愛知）           | 道家豊（愛知）           |
| 11   | 1956 | 青森   | 朽木久（愛知）       | 岩田俊彦（愛知）         | 道家豊（愛知）           |
| 12   | 1957 | 栃木   | 佐々木敬二（京都）   | 岩田俊彦（愛知）         | 今野和明（神奈川）       |
| 13   | 1958 | 岩手   | 佐藤信夫（大阪）     | 今野和明（神奈川）       | 垣田一彦（東京）         |
| 14   | 1959 | 北海道 | 佐藤信夫（大阪）     | 小泉嘉之（大阪）         | 白井司万二（愛知）       |
| 15   | 1960 | 長野   | 小泉嘉之（大阪）     | 塹江隆（京都）           | 大寺浩之（大阪）         |
| 16   | 1961 | 長野   | 山本巌（大阪）       | 小笠原隆（東京）         | 松本宣久（東京）         |
| 17   | 1962 | 青森   | 松本宣久（東京）     | 服部義昭（京都）         | 村瀬輝夫（愛知）         |
| 18   | 1963 | 北海道 | 小塚嗣彦（愛知）     | 田村正人（神奈川）       | 松本宜久（東京）         |
| 19   | 1964 | 神奈川 | 小塚嗣彦（愛知）     | 田村正人（神奈川）       | 道家敏充（東京）         |
| 20   | 1965 | 長野   | 小塚嗣彦（愛知）     | 道家敏充（東京）         | 吉沢昭（東京）           |
| 21   | 1966 | 岩手   | 樋口豊（東京）       | 吉沢昭（東京）           | 永井泰有（東京）         |
| 22   | 1967 | 栃木   | 永井泰有（東京）     | 樋口豊（東京）           | 佐藤友美（東京）         |
| 23   | 1968 | 北海道 | 佐藤友美（東京）     | 酒井康資（愛知）         | 渡辺偉和夫（北海道）     |
| 24   | 1969 | 山梨   | 佐藤友美（東京）     | 酒井康資（愛知）         | 宇治努（大阪）           |
| 25   | 1970 | 長野   | 酒井康資（愛知）     | 桜井基善（東京）         | 佐藤隆司（北海道）       |
| 26   | 1971 | 青森   | 桜井基善（東京）     | 土ヶ端潤一郎（東京）     | 荻野弘道（東京）         |
| 27   | 1972 | 栃木   | 佐野稔（神奈川）     | 籠本芳輝（大阪）         | 伊吹武彦（東京）         |
| 28   | 1973 | 岩手   | 大西勝敬（東京）     | 籠本芳輝（大阪）         | 尾崎久郎（福岡）         |
| 29   | 1974 | 北海道 | 松村充（神奈川）     | 籠本芳輝（大阪）         | 関守雄（東京）           |
| 30   | 1975 | 山梨   | 五十嵐文男（神奈川） | 三浦欣也（岩手）         | 石沢洋（東京）           |
| 31   | 1976 | 栃木   | 五十嵐文男（神奈川） | 関守雄（東京）           | 近藤史郎（大阪）         |
| 32   | 1977 | 青森   | 無良隆志（広島）     | 染矢慎二（東京）         | 三浦欣也（岩手）         |
| 33   | 1978 | 長野   | 染矢慎二（東京）     | 無良隆志（広島）         | 小林永夫（東京）         |
| 34   | 1979 | 秋田   | 染矢慎二（東京）     | 小林永夫（東京）         | 小塚猛仁（愛知）         |
| 35   | 1980 | 北海道 | 田仲憲治（埼玉）     | 柳田貴史（大阪）         | 伊藤秀二（北海道）       |
| 36   | 1981 | 山梨   | 宮手浩（岩手）       | 千葉明（千葉）           | 門谷忠興（大阪）         |
| 37   | 1982 | 栃木   | 藤井辰哉（東京）     | 門谷忠興（大阪）         | 黒木正彦（宮城）         |
| 38   | 1983 | 群馬   | 加納誠（大阪）       | 藤井辰哉（東京）         | 阿部鉄雄（東京）         |
| 39   | 1984 | 北海道 | 藤井辰哉（東京）     | 加納誠（大阪）           | 谷内紀友（大阪）         |
| 40   | 1985 | 青森   | 阿部鉄雄（東京）     | 山崎羊一（茨城）         | 谷内紀友（大阪）         |
| 41   | 1986 | 山梨   | 山崎羊一（茨城）     | 西川大祐（京都）         | 杉山弘（京都）           |
| 42   | 1987 | 長野   | 村田光弘（青森）     | 竹内光明（東京）         | 杉山弘（京都）           |
| 43   | 1988 | 群馬   | 西川大祐（京都）     | 磯堅太（東京）           | 村田光弘（青森）         |
| 44   | 1989 | 北海道 | 小山朋昭（千葉）     | 鍵山正和（愛知）         | 白井将人（千葉）         |
| 45   | 1990 | 岩手   | 鍵山正和（愛知）     | 小山朋昭（千葉）         | 岩崎努（東京）           |
| 46   | 1991 | 長野   | 及川史弘（宮城）     | 相吉学（千葉）           | 三浦晴通（神奈川）       |
| 47   | 1992 | 山形   | 相吉学（千葉）       | 天野真（京都）           | 及川史弘（宮城）         |
| 48   | 1993 | 青森   | 重松直樹（埼玉）     | 三浦晴通（神奈川）       | 相吉学（千葉）           |
| 49   | 1994 | 群馬   | 重松直樹（埼玉）     | 鈴木誠一（埼玉）         | 岡崎真（広島）           |
| 50   | 1995 | 福島   | 岡崎真（広島）       | 鈴木誠一（東京）         | 平池大人（大阪）         |
| 51   | 1996 | 栃木   | 本田武史（宮城）     | 山本高士（福岡）         | 田村岳斗（宮城）         |
| 52   | 1997 | 北海道 | 本田武史（宮城）     | 田村岳斗（宮城）         | 平池大人（大阪）         |
| 53   | 1998 | 岩手   | 竹内洋輔（千葉）     | 岩本英嗣（千葉）         | 田中総司（宮城）         |
| 54   | 1999 | 熊本   | 田中総司（宮城）     | 中庭健介（福岡）         | 岩本英嗣（千葉）         |
| 55   | 2000 | 富山   | 田中総司（宮城）     | 中庭健介（福岡）         | 阿部一弘（宮城）         |
| 56   | 2001 | 山梨   | 髙橋大輔（岡山）     | 田中総司（宮城）         | 佐々木亮輔（宮城）       |
| 57   | 2002 | 北海道 | 髙橋大輔（岡山）     | 梅谷英生（兵庫）         | 小林宏一（神奈川）       |
| 58   | 2003 | 群馬   | 髙橋大輔（岡山）     | 岸本一美（東京）         | 梅谷英生（兵庫）         |
| 59   | 2004 | 青森   | 織田信成（大阪）     | 柴田嶺（北海道）         | 小林宏一（神奈川）       |
| 60   | 2005 | 山梨   | 小塚崇彦（愛知）     | 織田信成（大阪）         | 岸本一美（東京）         |
| 61   | 2006 | 北海道 | 小塚崇彦（愛知）     | 無良崇人（東京）         | 町田樹（広島）           |
| 62   | 2007 | 群馬   | 無良崇人（東京）     | 町田樹（広島）           | 佐々木彰生（神奈川）     |
| 63   | 2008 | 長野   | 町田樹（広島）       | 近藤琢哉（東京）         | 中村健人（千葉）         |
| 64   | 2009 | 青森   | 無良崇人（岡山）     | 中村健人（千葉）         | 木原龍一（愛知）         |
| 65   | 2010 | 北海道 | 田中刑事（岡山）     | 山田耕新（福岡）         | 野添紘介（福岡）         |
| 66   | 2011 | 青森   | 田中刑事（岡山）     | 日野龍樹（愛知）         | 木原龍一（愛知）         |
| 67   | 2012 | 愛知   | 日野龍樹（愛知）     | 川原星（福岡）           | 鈴木潤（北海道）         |
| 68   | 2013 | 東京   | 日野龍樹（愛知）     | 川原星（福岡）           | 梶田健登（東京）         |
| 69   | 2014 | 栃木   | 宇野昌磨（愛知）     | 鎌田英嗣（東京）         | 本田太一（大阪）         |
| 70   | 2015 | 群馬   | 山本草太（愛知）     | 鎌田英嗣（東京）         | 友野一希（大阪）         |
| 71   | 2016 | 岩手   | 小田尚輝（岡山）     | 友野一希（大阪）         | 須本光希（大阪）         |
| 72   | 2017 | 長野   | 友野一希（大阪）     | 須本光希（大阪）         | 木科雄登（岡山）         |
| 73   | 2018 | 山梨   | 須本光希（大阪）     | 壷井達也（愛知）         | 三宅星南（岡山）         |
| 74   | 2019 | 北海道 | 壷井達也（愛知）     | 佐藤駿（埼玉）           | 鍵山優真（神奈川）       |
| 75   | 2020 | 青森   | 三宅星南（岡山）     | 本田ルーカス剛史（滋賀） | 木科雄登（岡山）         |
| 76   | 2021 | 愛知   | 鍵山優真（神奈川）   | 佐藤駿（埼玉）           | 本田ルーカス剛史（滋賀） |
| 77   | 2022 | 栃木   | 中村俊介（愛知）     | 片伊勢武（兵庫）         | 吉岡希（兵庫）           |
| 特別 | 2023 | 青森   | 周藤集（千葉）       | 中村俊介（愛知）         | 森本涼雅（京都）         |
| 78   | 2024 | 北海道 | 三浦佳生（東京）     | 中村俊介（愛知）         | 森本涼雅（京都）         |
| 79   | 2025 | 岡山   | 中田璃士（千葉）     | 高橋星名（京都）         | 垣内珀琉（兵庫）         |

### 少年女子 (第29回までは高校女子)
| 回   | 年   | 開催地 | 優勝                 | 2位                      | 3位                  |
| 09   | 1954 | 北海道 | 鳥尾エミ（東京）     | 久永敬子（東京）         | 工藤久子（大阪）     |
| 10   | 1955 | 長野   | 工藤久子（大阪）     | 高橋和枝（東京）         | 北島富美子（大阪）   |
| 11   | 1956 | 青森   | 工藤久子（大阪）     | 本多久子（東京）         | 大岩美恵子（愛知）   |
| 12   | 1957 | 栃木   | 倉橋ひとみ（愛知）   | 本多久子（東京）         | 吉原とき子（大阪）   |
| 13   | 1958 | 岩手   | 吉原とき子（大阪）   | 倉橋ひとみ（愛知）       | 金子恵以子（東京）   |
| 14   | 1959 | 北海道 | 上野純子（兵庫）     | 吉原とき子（大阪）       | 倉橋ひとみ（愛知）   |
| 15   | 1960 | 長野   | 木下満知子（愛知）   | 金子恵以子（東京）       | 大岩洋子（愛知）     |
| 16   | 1961 | 長野   | 福原美和（東京）     | 上野純子（兵庫）         | 木下満知子（愛知）   |
| 17   | 1962 | 青森   | 福原美和（東京）     | 大川久美子（大阪）       | 石田治子（大阪）     |
| 18   | 1963 | 北海道 | 大川久美子（大阪）   | 田嶋蓉子（大阪）         | 石田治子（大阪）     |
| 19   | 1964 | 神奈川 | 石田治子（大阪）     | 渡辺麻利（神奈川）       | 峰松早苗（大阪）     |
| 20   | 1965 | 長野   | 山下一美（大阪）     | 宮川恵子（大阪）         | 渡辺麻里（神奈川）   |
| 21   | 1966 | 岩手   | 高橋寿子（愛知）     | 宮川明子（広島）         | 増山淑子（山梨）     |
| 22   | 1967 | 栃木   | 山下一美（大阪）     | 宮川恵子（大阪）         | 福井真理子（神奈川） |
| 23   | 1968 | 北海道 | 吉沢春水（東京）     | 福井真理子（神奈川）     | 原田裕貴子（北海道） |
| 24   | 1969 | 山梨   | 吉沢春水（東京）     | 湯沢恵子（東京）         | 原田裕貴子（北海道） |
| 25   | 1970 | 長野   | 吉沢春水（東京）     | 湯沢恵子（東京）         | 深沢涼江（東京）     |
| 26   | 1971 | 青森   | 湯沢恵子（東京）     | 上田洋子（大阪）         | 鹿毛みさ（東京）     |
| 27   | 1972 | 栃木   | 深沢涼江（東京）     | 武山修子（神奈川）       | 上田洋子（大阪）     |
| 28   | 1973 | 岩手   | 上野ひろみ（東京）   | 清瀬邦子（大阪）         | 石塚有美子（大阪）   |
| 29   | 1974 | 北海道 | 上野ひろみ（東京）   | 池尻泰子（愛知）         | 武山修子（神奈川）   |
| 30   | 1975 | 山梨   | 上野ひろみ（東京）   | 高橋智恵子（東京）       | 羽田洋子（大阪）     |
| 31   | 1976 | 栃木   | 渡辺しのぶ（東京）   | 足土英子（静岡）         | 水流洋子（東京）     |
| 32   | 1977 | 青森   | 小林れい子（広島）   | 吉田万里子（東京）       | 足土英子（静岡）     |
| 33   | 1978 | 長野   | 小林れい子（広島）   | 足土英子（静岡）         | 吉田万里子（東京）   |
| 34   | 1979 | 秋田   | 坂野浩子（東京）     | 吉田万里子（東京）       | 岡部由紀子（茨城）   |
| 35   | 1980 | 北海道 | 坂野浩子（東京）     | 青谷めぐみ（大阪）       | 高山登美（大阪）     |
| 36   | 1981 | 山梨   | 柳原恵（福島）       | 西野志おり（大阪）       | 青谷めぐみ（大阪）   |
| 37   | 1982 | 栃木   | 加藤雅子（東京）     | 津留知恵美（福岡）       | 西野志おり（大阪）   |
| 38   | 1983 | 群馬   | 吉盛ゆかり（東京）   | 柳原恵（福島）           | 加藤雅子（東京）     |
| 39   | 1984 | 北海道 | 結城幸枝（東京）     | 小沢樹里（東京）         | 三輪真佐江（愛知）   |
| 40   | 1985 | 青森   | 結城幸枝（東京）     | 大平絹子（和歌山）       | 青谷いずみ（大阪）   |
| 41   | 1986 | 山梨   | 結城幸枝（東京）     | 河合雅子（千葉）         | 阿部京子（北海道）   |
| 42   | 1987 | 長野   | 河合雅子（千葉）     | 柏木深幸（大阪）         | 阿部京子（北海道）   |
| 43   | 1988 | 群馬   | 柏原由起子（兵庫）   | 佐藤有香（東京）         | 浅沼まり（大阪）     |
| 44   | 1989 | 北海道 | 佐藤有香（東京）     | 浅沼まり（大阪）         | 須田敦子（東京）     |
| 45   | 1990 | 岩手   | 須田敦子（東京）     | 浅沼まり（大阪）         | 柏原由起子（兵庫）   |
| 46   | 1991 | 長野   | 佐藤有香（東京）     | 小林真理（東京）         | 佐野裕見（埼玉）     |
| 47   | 1992 | 山形   | 佐野裕見（埼玉）     | 小林真理（東京）         | 小岩井久美子（愛知） |
| 48   | 1993 | 青森   | 小岩井久美子（愛知） | 井上怜奈（千葉）         | 横谷花絵（埼玉）     |
| 49   | 1994 | 群馬   | 横谷花絵（埼玉）     | 金沢由香（宮城）         | 奥山麻（神奈川）     |
| 50   | 1995 | 福島   | 金沢由香（宮城）     | 大石昌代（大阪）         | 川崎由紀子（千葉）   |
| 51   | 1996 | 栃木   | 種田久美子（宮城）   | 高橋香奈子（千葉）       | 佐藤佳奈子（神奈川） |
| 52   | 1997 | 北海道 | 種田久美子（宮城）   | 金澤由香（宮城）         | 竹内理恵（京都）     |
| 53   | 1998 | 岩手   | 村主章枝（神奈川）   | 竹内理恵（京都）         | 川口悠子（千葉）     |
| 54   | 1999 | 熊本   | 椎名千里（千葉）     | 北村麻奈美（京都）       | 若松詩子（宮城）     |
| 55   | 2000 | 富山   | 荒川静香（宮城）     | 恩田美栄（愛知）         | 若松詩子（宮城）     |
| 56   | 2001 | 山梨   | 鈴木明子（愛知）     | 長谷部文（埼玉）         | 林一会（東京）       |
| 57   | 2002 | 北海道 | 中野友加里（愛知）   | 太田由希奈（京都）       | 林一会（東京）       |
| 58   | 2003 | 群馬   | 安藤美姫（愛知）     | 太田由希奈（京都）       | 鈴木明子（愛知）     |
| 59   | 2004 | 青森   | 太田由希奈（京都）   | 浅田舞（愛知）           | 澤田亜紀（京都）     |
| 60   | 2005 | 山梨   | 安藤美姫（愛知）     | 澤田亜紀（京都）         | 北村明子（京都）     |
| 61   | 2006 | 北海道 | 浅田舞（愛知）       | 澤田亜紀（京都）         | 武田奈也（東京）     |
| 62   | 2007 | 群馬   | 武田奈也（東京）     | 水津瑠美（東京）         | 村元小月（兵庫）     |
| 63   | 2008 | 長野   | 延原友梨奈（岡山）   | 水津瑠美（東京）         | 村元小月（兵庫）     |
| 64   | 2009 | 青森   | 村元小月（兵庫）     | 村元哉中（兵庫）         | 井上はるか（京都）   |
| 65   | 2010 | 北海道 | 西野友毬（東京）     | 押川ロアンナ紗璃（東京） | 國分紫苑（北海道）   |
| 66   | 2011 | 青森   | 西野友毬（東京）     | 友滝佳子（岡山）         | 後藤亜由美（愛知）   |
| 67   | 2012 | 愛知   | 庄司理紗（東京）     | 西野友毬（東京）         | 大庭雅（愛知）       |
| 68   | 2013 | 東京   | 本郷理華（愛知）     | 大庭雅（愛知）           | 友滝佳子（岡山）     |
| 69   | 2014 | 栃木   | 大庭雅（愛知）       | 木原万莉子（京都）       | 本郷理華（愛知）     |
| 70   | 2015 | 群馬   | 三原舞依（兵庫）     | 松田悠良（愛知）         | 新田谷凜（愛知）     |
| 71   | 2016 | 岩手   | 樋口新葉（東京）     | 新田谷凜（愛知）         | 坂本花織（兵庫）     |
| 72   | 2017 | 長野   | 白岩優奈（京都）     | 坂本花織（兵庫）         | 三原舞依（兵庫）     |
| 73   | 2018 | 山梨   | 竹内すい（愛知）     | 岩元こころ（大阪）       | 白岩優奈（京都）     |
| 74   | 2019 | 北海道 | 山下真瑚（愛知）     | 住吉りをん（東京）       | 籠谷歩未（兵庫）     |
| 75   | 2020 | 青森   | 荒木菜那（愛知）     | 川畑和愛（東京）         | 吉岡詩果（千葉）     |
| 76   | 2021 | 愛知   | 松生理乃（愛知）     | 吉田陽菜（京都）         | 河辺愛菜（京都）     |
| 77   | 2022 | 栃木   | 住吉りをん（東京）   | 千葉百音（宮城）         | 江川マリア（福岡）   |
| 特別 | 2023 | 青森   | 千葉百音（宮城）     | 髙木謠（東京）           | 松生理乃（愛知）     |
| 78   | 2024 | 北海道 | 吉田陽菜（京都）     | 櫛田育良（愛知）         | 中尾歩（東京）       |
| 79   | 2025 | 岡山   | 髙木謠（東京）       | 岡万佑子（京都）         | 櫛田育良（愛知）     |